# Dlouhá Ves (district de Klatovy)
Pour les articles homonymes, voir Dlouhá Ves.
Dlouhá Ves (en allemand : Langendorf) est une commune du district de Klatovy, dans la région de Plzeň, en République tchèque. Sa population s'élevait à 878 habitants en 2021.

## Géographie
Dlouhá Ves se trouve à 28 km au sud-est de Klatovy, à 62 km au sud-sud-est de Plzeň et à 119 km au sud-ouest de Prague.
La commune est limitée par Sušice au nord-ouest, au nord et à l'est, par Kašperské Hory au sud et par Hartmanice au sud-ouest.

## Histoire
La première mention écrite de la localité date de 1290.

## Administration
La commune se compose de sept sections :
- Dlouhá Ves
- Annín
- Bohdašice
- Janovice
- Nové Městečko
- Platoř
- Rajsko

## Galerie

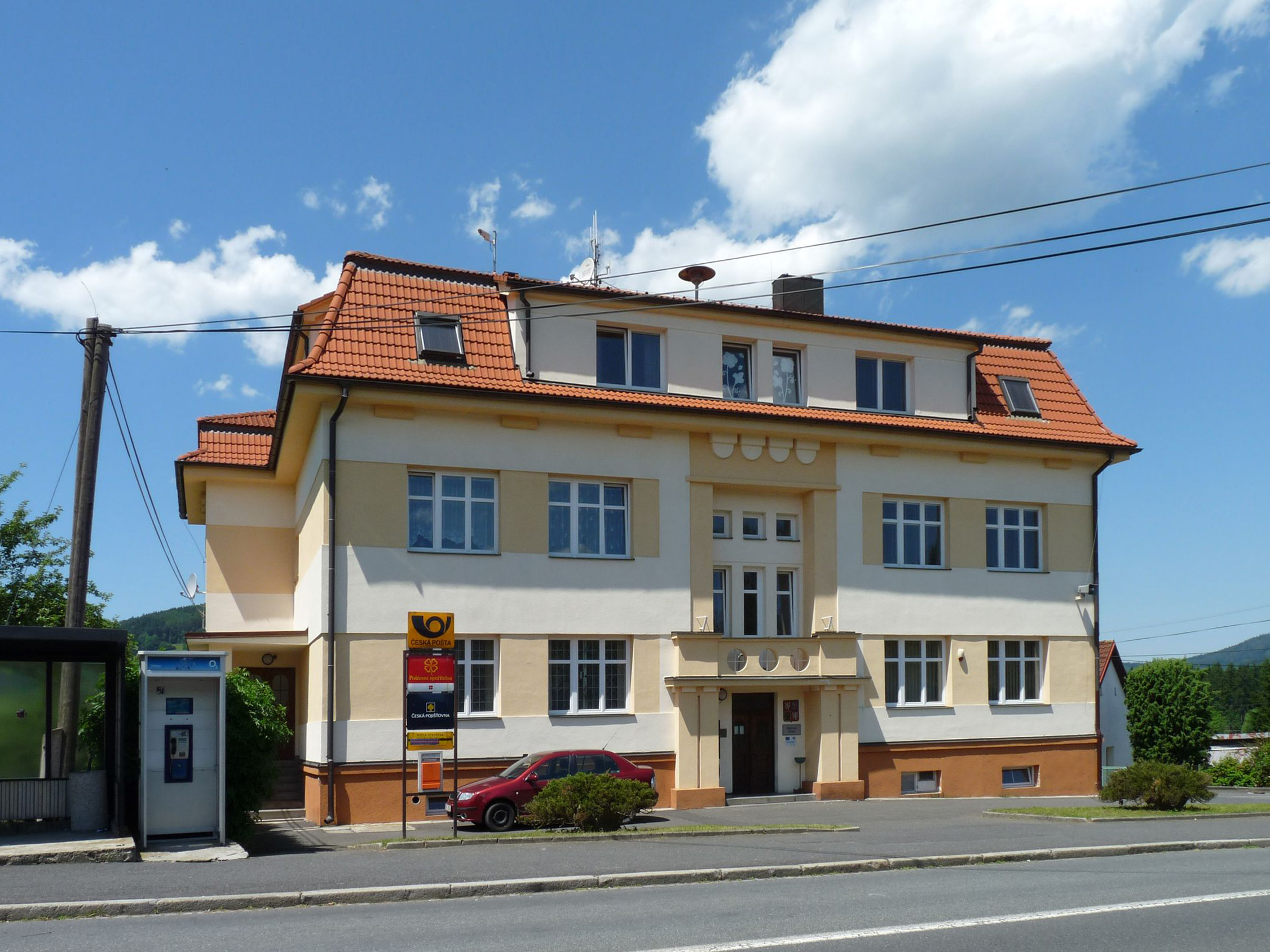
Dlouhá Ves : la mairie et la poste.
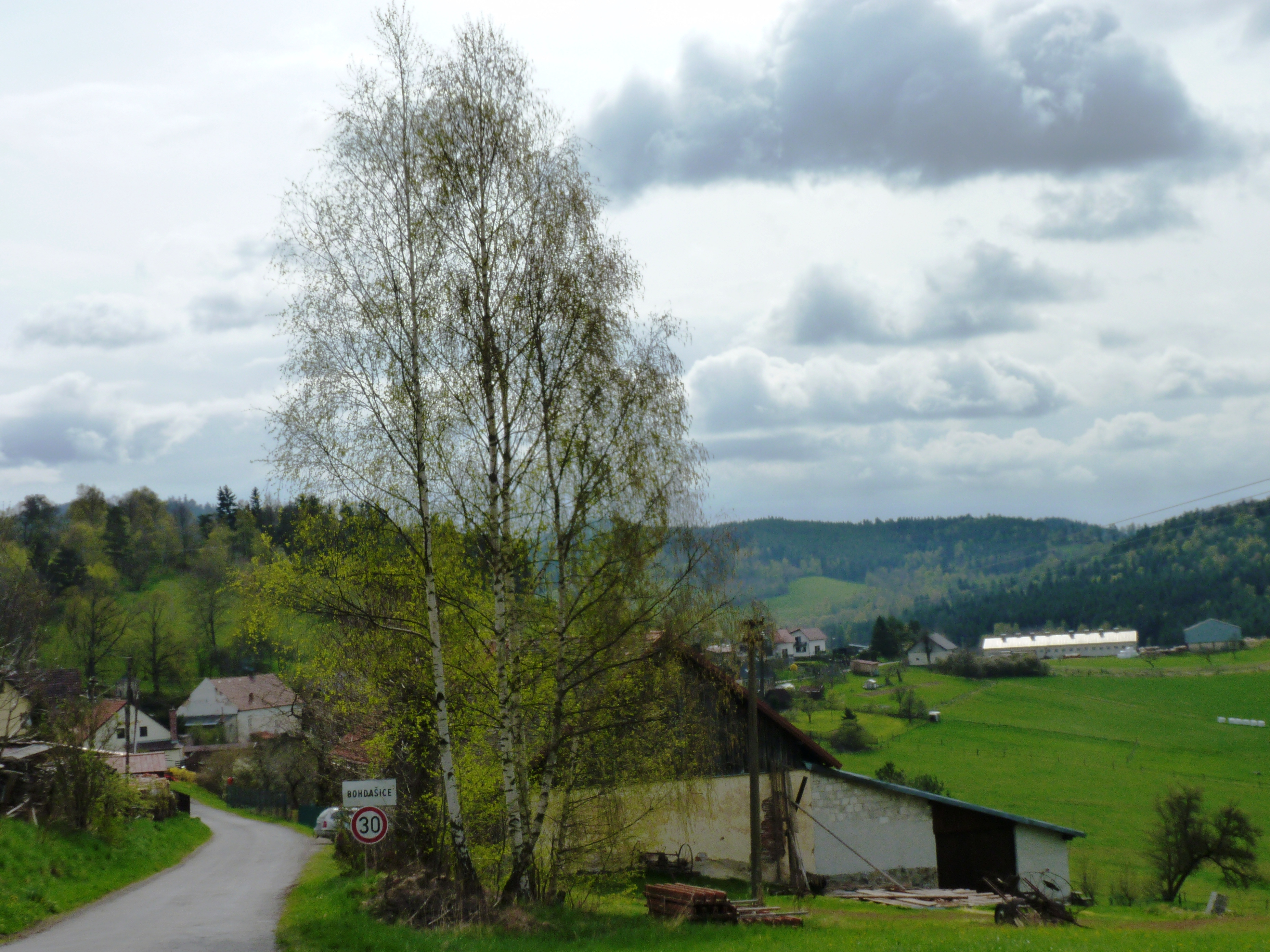
Bohdasice.

## Transports
Par la route, Dlouhá Ves se trouve à 5 km de Sušice, à 34 km de Klatovy, à 78 km de Plzeň et à 136 km de Prague.